# 結果偏誤
結果偏誤（英語：outcome bias）又稱以成敗論英雄，是一種认知偏误，指人们会用结果的好壞来评判決策，而不是用決策本身的過程來評估決策。 这其實是一个错误，因为事情的实际结果很有可能會受到偶然因素影響，决策者沒必要对其无法掌控的事情负责。